# 정민조 (1903년)
정민조(鄭民朝, 일본식 이름: 松永光弘마쓰나가 미쓰히로, 1903년 7월 14일 ~ 1972년 9월 14일)는 일제강점기의 관료로, 본적은 서울특별시 종로구 신문로동이다.

## 생애
1928년 일본 도쿄 제국대학 법학부 정치학과를 졸업했으며 1930년부터 1931년까지 평안남도 재무부 세무과 속(屬)으로 근무했다. 1931년 10월 고등문관시험 행정과에 합격했고 1932년부터 1933년까지 평안남도 경부(警部) 겸 속으로 근무했다.
1933년 4월 7일 경기도 장단군수로 임명되었으며 1936년 5월 21일부터 황해도 도이사관 겸 내무부 산업과장, 물산진열관장을 역임했다. 1937년 7월 14일 광주세무감독국 사무관 겸 경리부장으로 임명되었고 1937년 10월 26일부터 1941년 2월 12일까지 광주세무감독국 소할 소득심사위원회(光州稅務監督局所轄所得審査委員會) 위원을 역임했다.
1940년 2월 국민정신총동원 전라남도연맹 이사, 광주세무감독국 세무부장을 역임했으며 1940년 4월 29일 중일 전쟁에 협력한 공로를 인정받아 일본 정부로부터 훈6등 서보장을 받았다. 광주세무감독국 직세부장 겸 서무부장(1940년 9월), 평양세무감독국 직세부장(1941년 1월), 평양세무감독국 소할 소득심사위원회(平壤稅務監督局所轄內所得審査委員會) 위원(1941년 2월), 경상북도임금위원회 위원(1941년 7월) 등을 역임했고 1941년 5월 31일 조선총독부 전매국 사무관 겸 대구지방전매국장으로 임명되었다.
1942년 12월 9일 일본 정부로부터 훈6등 서보장을 받았으며 1943년 9월 30일 함경남도 도사무관 겸 내무부장으로 임명되었다. 조선금융조합연합회 함경남도지부 감리관(1943년 9월 30일 ~ 1943년 12월 9일)과 함경북도임금위원회 위원(1943년 10월)을 역임했고 1945년 광복 때까지 고등관 3등과 종5위에 서위되었다. 친일파 708인 명단의 조선총독부 사무관 부문, 민족문제연구소의 친일인명사전 수록자 명단의 관료 부문, 친일반민족행위진상규명위원회가 발표한 친일반민족행위 705인 명단에 포함되었다.

## 참고자료
- 친일반민족행위진상규명위원회 (2009). 〈정민조〉. 《친일반민족행위진상규명 보고서 Ⅳ-16》. 서울. 89~95쪽.